# Mellemrum
 Der er for få eller ingen kildehenvisninger i denne artikel, hvilket er et problem. Du kan hjælpe ved at angive troværdige kilder til de påstande, som fremføres i artiklen.

Et mellemrum er et blanktegn – egentlig et tegnfravær, som alene ses som pladsen mellem andre, mere betydningsfulde tegn. På dansk, som på de fleste andre sprog, bruges mellemrummet til at markere et ords afslutning og et nyt ords begyndelse. Derudover sættes det efter, men ikke før, tegn som komma og semikolon.
I det digitale miljø findes mellemrumstegnet i unicodepositionen U+0020 ("SPACE"). En digital variant, normalt kaldet hårdt mellemrum,[kilde mangler] der markerer at der ikke ønskes linjeombrydning, findes i unicodepositionen U+00A0 ("NO-BREAK SPACE") og kan bruges i HTML som   &#xa0; eller &#160;.
Mellemrummets størrelse er afhængig af hvilken skrifttype, teksten er sat med. Som udgangspunkt har man valgt, at et mellemrum er det lille i's breddeværdi, men er der tale om tekst udelukkende med majuskler, så bruger man det store I's breddeværdi.[kilde mangler]